# Буткевич Ольга Миколаївна
Ольга Миколаївна Буткевич (англ. Olga Butkevych; нар. 3 січня 1986, Запоріжжя) — українська і  британська борчиня вільного стилю, бронзова призерка чемпіонату світу, дворазова бронзова призерка чемпіонатів Європи, учасниця Олімпійських ігор.

## Біографія
Вихованка запорізької школи боротьби. Виступала за юніорську збірну України. У складі цієї команди стала чемпіонкою Європи-2006 серед юніорів. У 2007 році відгукнулася на запрошення тодішнього наставника збірної Великої Британії Анатолія Харитонюка й стала підданою Її Величності. Тренується в Манчестері разом з іншою українкою, що представляє Велику Британію, дворазовою срібною призеркою чемпіонатів Європи, срібною призеркою Ігор Співдружності Яною Раттіган-Стадник.

## Спортивні результати на міжнародних змаганнях

### Виступи на Олімпіадах
| Змагання                    | Збірна          | Вагова категорія          | Місце |
| --------------------------- | --------------- | ------------------------- | ----- |
| Літні Олімпійські ігри 2012 | Велика Британія | жіноча боротьба, до 55 кг | 11    |

Ольга Буткевич була на Олімпійських іграх в Лондоні єдиним представником Британії в трьох видах боротьби, але її дебют виявився невдалим. Вже в першому своєму поєдинку в 1/8 фіналу вагової категорії 55 кг вона поступилася Ліссетт Антес з Еквадору і вибула з подальших змагань.

### Виступи на Чемпіонатах світу
| Змагання                        | Збірна          | Вагова категорія          | Місце  |
| ------------------------------- | --------------- | ------------------------- | ------ |
| Чемпіонат світу з боротьби 2008 | Велика Британія | жіноча боротьба, до 63 кг | 8      |
| Чемпіонат світу з боротьби 2012 | Велика Британія | жіноча боротьба, до 59 кг | Бронза |

### Виступи на Чемпіонатах Європи
| Змагання                         | Збірна          | Вагова категорія          | Місце  |
| -------------------------------- | --------------- | ------------------------- | ------ |
| Чемпіонат Європи з боротьби 2009 | Велика Британія | жіноча боротьба, до 63 кг | 10     |
| Чемпіонат Європи з боротьби 2011 | Велика Британія | жіноча боротьба, до 59 кг | Бронза |
| Чемпіонат Європи з боротьби 2014 | Велика Британія | жіноча боротьба, до 60 кг | Бронза |

### Виступи на інших змаганнях
| Змагання                                       | Збірна          | Вагова категорія          | Місце  |
| ---------------------------------------------- | --------------- | ------------------------- | ------ |
| Гран-прі Німеччини з боротьби 2007             | Велика Британія | жіноча боротьба, до 63 кг | Бронза |
| Austrian Ladies Open 2007                      | Велика Британія | жіноча боротьба, до 63 кг | 5      |
| Золотий Гран-прі з боротьби 2008               | Велика Британія | жіноча боротьба, до 63 кг | Бронза |
| Гран-прі «Іван Яригін» 2009                    | Велика Британія | жіноча боротьба, до 63 кг | Бронза |
| Austrian Ladies Open 2010                      | Велика Британія | жіноча боротьба, до 63 кг | 5      |
| Золотий Гран-прі з боротьби 2011 (Красноярськ) | Велика Британія | жіноча боротьба, до 59 кг | Бронза |
| Austrian Ladies Open 2011                      | Велика Британія | жіноча боротьба, до 59 кг | Золото |
| Золотий Гран-прі з боротьби 2011 (Баку)        | Велика Британія | жіноча боротьба, до 59 кг | Срібло |
| Київський Міжнародний турнір з боротьби 2011   | Велика Британія | жіноча боротьба, до 59 кг | Бронза |
| Тестовий турнір FILA 2011                      | Велика Британія | жіноча боротьба, до 55 кг | Срібло |
| Відкритий чемпіонат Польщі з боротьби 2012     | Велика Британія | жіноча боротьба, до 59 кг | Бронза |
| Чемпіонат Співдружності з боротьби 2013        | Англія          | жіноча боротьба, до 63 кг | Срібло |
| Гран-прі Іспанії з боротьби 2014               | Велика Британія | жіноча боротьба, до 58 кг | 5      |

### Виступи на змаганнях молодших вікових груп
| Змагання                                       | Збірна  | Вагова категорія          | Місце  |
| ---------------------------------------------- | ------- | ------------------------- | ------ |
| Чемпіонат світу з боротьби серед юніорів 2003  | Україна | жіноча боротьба, до 63 кг | 9      |
| Чемпіонат Європи з боротьби серед юніорів 2004 | Україна | жіноча боротьба, до 63 кг | 5      |
| Чемпіонат світу з боротьби серед юніорів 2005  | Україна | жіноча боротьба, до 63 кг | 5      |
| Чемпіонат Європи з боротьби серед юніорів 2006 | Україна | жіноча боротьба, до 63 кг | Золото |